# Bariery hybrydowe
Bariery hybrydowe – połączenie kurtyn skalnych z barierami elastycznymi w technologii siatek pierścieniowych. Służą jako ochrona przed obrywami skalnymi.

## Działanie
Bariery przeciwodłamkowe stanowią ochronę pasywną, to znaczy: zatrzymują spadające obrywy skalne, natomiast kurtyna sprowadza je do strefy deponowania. W tej konstrukcji nie wykorzystuje się dolnych lin pomocniczych. Bariery mogą być instalowane seriami, jedna za drugą. Są testowane w skali 1:1 oraz certyfikowane według Wytycznych Europejskich ETAG 27.
Stanowią ochronę dla ludzi oraz infrastruktury przed niespodziewanymi obrywami skalnymi spowodowanymi na przykład wietrzeniem skał bądź działaniem wody czy roślinności. W Polsce spotykamy się z takimi zagrożeniami naturalnymi szczególnie na południu kraju, gdzie teren staje się górzysty.